# سیارک ۱۵۷۲۷
سیارک ۱۵۷۲۷ (به انگلیسی: 15727 Ianmorison، نامگذاری:1990TO9) پانزده هزار و هفتصد و بیست و هفتمین سیارک کشف شده‌است که در ۱۰ اکتبر ۱۹۹۰ کشف شد.
قدر مطلق سیارک برابر ۱۲.۹ است.